# Epatolmis
Epatolmis é um gênero de traça pertencente à família Arctiidae.